# Aeschnophlebia longistigma
Aeschnophlebia longistigma е вид водно конче от семейство Aeshnidae. Видът е незастрашен от изчезване.

## Разпространение
Разпространен е в Китай (Дзянсу и Хъбей), Русия, Северна Корея, Южна Корея и Япония (Кюшу, Хокайдо, Хоншу и Шикоку).